# Агрегатне кріплення

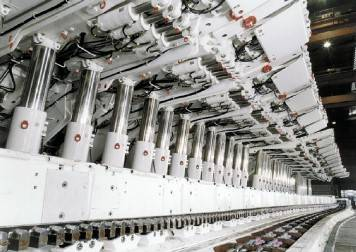
Агрегатне гідравлічне кріплення для лав

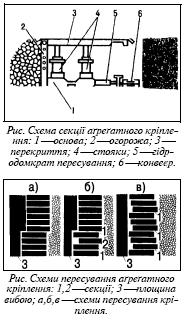

Агрегатне кріплення (рос. крепь агрегатная, англ. aaggregate-support, нім. Aggregatausbau m) — механізоване пересувне гірниче кріплення очисних виробок, секції якого кінематично пов'язані між собою по всій довжині очисного вибою.